# Jean-Pierre de Caussade
Jean-Pierre de Caussade (Cahors, 7 marzo 1675 – Tolosa, 8 dicembre 1751) è stato un gesuita e maestro di spiritualità francese.

## Biografia
Entrato nella Compagnia di Gesù nel 1693 e ordinato sacerdote nel 1704, Caussade dedicò quasi tutta la sua vita alla direzione spirituale. Fu rettore dei collegi di Perpignano (1739) e di Albi (1743). Predicando gli Esercizi spirituali di Ignazio di Loyola, divenne la guida delle Visitandine.
Sottolineò la "passività" nella vita spirituale, tanto da essere tacciato di quietismo. 
I suoi scritti autentici consistono in un certo numero di Lettres spirituelles (Lettere spirituali) e di altri brevi testi. L'abandon à la Providence divine ( L'abbandono alla Provvidenza Divina), il libro di spiritualità che lo rese famoso, quasi certamente non fu opera sua, ma è verosimilmente da attribuire ad una donna di Nancy, non identificata, che probabilmente apparteneva alla sua cerchia. Quando il gesuita Henri Ramière venne a conoscenza di questo libretto, nel 1861, e ne intraprese la pubblicazione, sarebbe stato ingannato da alcune visitandine che avrebbero ordito uno stratagemma per persuaderlo ad attribuire l'opera a Caussade. Le Visitandine avrebbero inteso onorare Caussade per ricompensarlo del suo servizio di direttore spirituale al loro convento di Nancy. Altri testi spirituali attribuiti a Caussade non sono opera sua oppure sono rimaneggiamenti di testi suoi.
Ernst Bernhard sottolinea la vicinanza delle idee di Caussade al taoismo.

## Opere
- L'abbandono alla divina provvidenza (L'Abandon à la Providence divine d'une dame de Lorraine au XVIIIe siècle, suivi des Lettres spirituelles de Jean-Pierre de Caussade à cette dame, 1729-1740)
- Instructions spirituelles en forme de dialogue ("Istruzioni spirituali in forma di dialogo"), Perpignan, 1741
- Bossuet, maître d'oraison ("Bossuet, maestro d'orazione") (a cura di Henri Brémond), Paris, 1931
- Traité sur l'oraison du cœur, Paris, 1981
- Lettres spirituelles, Paris, 1962-64